# Szajma Ridwan Nasr
Szajma Ridwan Nasr (arab. شيماء رضوان نصر ;ur. 21 lutego 1982) – egipska zapaśniczka walcząca w stylu wolnym. Brązowa medalistka mistrzostw Afryki w 2004 roku.